# Belle van Zuylen - Madame de Charrière
Belle van Zuylen - Madame de Charrière is een Nederlandse film uit 1993, een kostuumdrama gebaseerd op het leven van Isabelle van Tuyll van Serooskerken, beter bekend onder haar pseudoniem Belle van Zuylen. De film geeft acht jaar weer uit het bestaan van deze adellijke schrijfster. Het zijn de jaren rond de Franse Revolutie van 1789 en haar verhouding met de 27 jaar jongere schrijver Benjamin Constant wordt belicht.

Digna Sinke geeft haar eigenzinnige versie op de veelzijdig begaafde Belle van Zuylen, schrijfster, componiste, onafhankelijk denker op het breukvlak van Verlichting en Romantiek. Over het mogelijk succes van de film zegt ze in het voorwoord van het scenario-boek:

'Het is merkwaardig hoe mijn verstand zegt niets te verwachten en hoe mijn gevoel juist het tegendeel zegt: alles!'
De film won in 1994 de Grote Prijs op het 43e Internationale Filmfestival van Mannheim-Heidelberg voor de beste speelfilm van minimaal 70 minuten lengte.
Op de Nederlandse Filmdagen 1993 kreeg het Gouden Kalf-nominaties voor Beste Film, Beste Regie en Beste Actrice.
De Nederlandstalige dvd heeft als extra: commentaar van Digna Sinke bij de beelden over de omstandigheden van de opname daarvan. Speciaal de binnenopnames in Oud-Amelisweerd, wat ooit bezit was van Gerard Godard Taets van Amerongen, vriend van en bezoeker aan Belle van Zuylen in Vorstendom Neuchâtel, die met haar correspondeerde.

## Verhaal
Isabelle ontmoet in 1786 in de salon van Amélie Suard in Parijs de 19-jarige Benjamin Constant. Hij ontvlucht Parijs als hij een liefdesafwijzing krijgt van Jenny Pourrat en gaat naar Engeland. Terug komt hij enige maanden bij Belle logeren en ze gaan samen een briefroman schrijven. Zijn vader geeft hem opdracht om in Brunswijk te gaan werken. Hij trouwt en scheidt daar. Na enkele jaren te hebben gecorrespondeerd, ontmoeten ze elkaar weer in Colombier en delen ze één nacht het bed. Uiteindelijk is niets zoals het lijkt. Benjamin laat haar in de steek en verlaat haar voor Germaine de Staël, de Franse schrijfster.

## Rolverdeling
| Acteur                   | Personage                                                              |
| ------------------------ | ---------------------------------------------------------------------- |
| Will van Kralingen       | Belle van Zuylen                                                       |
| Laus Steenbeeke          | Benjamin Constant                                                      |
| Kees Hulst               | Charles Emmanuelle de Charrière                                        |
| Patty Pontier            | Henriette de Monachon                                                  |
| Carla Hardy              | Germaine de Staël                                                      |
| Kitty Courbois           | mevrouw Saurin                                                         |
| Gijs Scholten van Aschat | meneer Saurin                                                          |
| Krijn ter Braak          | Jean Baptiste Suard                                                    |
| Carol van Herwijnen      | Juste de Constant, vader van Benjamin Constant                         |
| Ed Bauer                 | Pierre-Alexandre DuPeyrou                                              |
| Joke van Leeuwen         | Louise de Charrière                                                    |
| Marieke van Leeuwen      | Charlotte (hier een andere naam voor schoonzus Henriette de Charrière) |
| Arthur Boni              | dominee Henri-David de Chaillet                                        |
| Truus te Selle           | Augustine-Magdaleine Pourrat                                           |
| Mirjam de Rooij          | meisje in een koets                                                    |

### Onbekende rollen
- Jeremy Baker
- Miryanna Boom
- Eric Corton
- Han Kerckhoffs
- Gijs de Lange
- Marjolein Macrander
- Adriaan Olree
- Els Ingeborg Smits
- Guy Sonnen